# Преступник (фильм, 2012)
«Преступник» (англ. Offender) — британский боевик 2012 года о 20-летнем работяге Томми Никсе, который, избегая ввязываться в чужие дела, становится жертвой жестокого нападения на свою девушку. В фильме снялись Кимберли Никсон, Джо Коул, Шон Дули и Вас Блэквуд. Авторы сценария — Пол Ван Картер, режиссер — Рон Скальпелло.

## В ролях
| Актёр            | Роль                    |
| ---------------- | ----------------------- |
| Кимберли Никсон  | Элиза                   |
| Шон Дули         | Нэш                     |
| Джо Коул         | Томми                   |
| Инглиш Фрэнк     | Джейк                   |
| Тайсон Оба       | Мейсон                  |
| Г ФрШ            | Анжелфас                |
| Дэниел Кендрик   | Сико                    |
| Скорчер          | Эссе                    |
| Малахия Кирби    | Гарри                   |
| Дэвид Аджала     | Кельвин                 |
| Рут Геммелл      | Кэсси                   |
| Марк Харрис      | Дэвис                   |
| Джейкоб Андерсон | Патрик                  |
| Вас Блэквуд      | Боаз                    |
| Дун Макичен      | Патрици                 |
| Кэн Сомер        | Заключенный-мусульманин |
| Майкл Эдвардс    | Тюремного офицер        |
| Риммель Дэниел   | Заключенный в тюрьме    |
| Рик Эшли Смит    | Пилот                   |
| Мик Ригхтеоус    | В роли самого себя      |

## Критика
Фильм получил смешанные отзывы критиков, набрав 68% на Rotten Tomatoes. Журнал Empire и Total Film поставили ему оценку 3/5, причём Empire заявил, что это «крепкий триллер о мести, в котором Коул преуспел». The Guardian поставила фильму одну звезду, заявив, что «сюжет и персонажи неубедительны и неправдоподобны, диалог банален, а актёрская игра посредственна». Time Out заявил, что фильм «меньше похож на фильм «Отбросы» и больше на историю одного из пехотинцев Гая Ричи». Фильм получил оценку 4/5 от журнала Heat, заявив, что «эта кровавая борстальская драма делает тихие политические выводы наряду с мощной линией мести», и оценку 4/5 от Sky Movies, назвав его «восхитительно сделанной и убедительной драмой» и сравнив его с французским тюремным фильмом «Пророк» и фильмом Алана Кларка «Отбросы» 1979 года.
CineVue дал фильму рецензию 3/5, заявив, что «Преступник Скальпелло далеко не оригинален», однако в нем представлены «приятные постановки и занимательный сюжет о мести».
В целом рецензенты оценили фильм за его изображение персонажей, вовлеченных в беспорядки и пострадавших от них.  утверждает: «Это удивительно полный взгляд на жизнь молодых преступников, в частности, на их чувство изоляции и разочарования в коррумпированной системе».
Фильм получил больше положительных отзывов от городской и музыкальной прессы. Музыкальные сайты Bring The Noise и MTV оценили фильм в 8/10[9] и 7/10[10] соответственно.